# کوارتال ۹۵

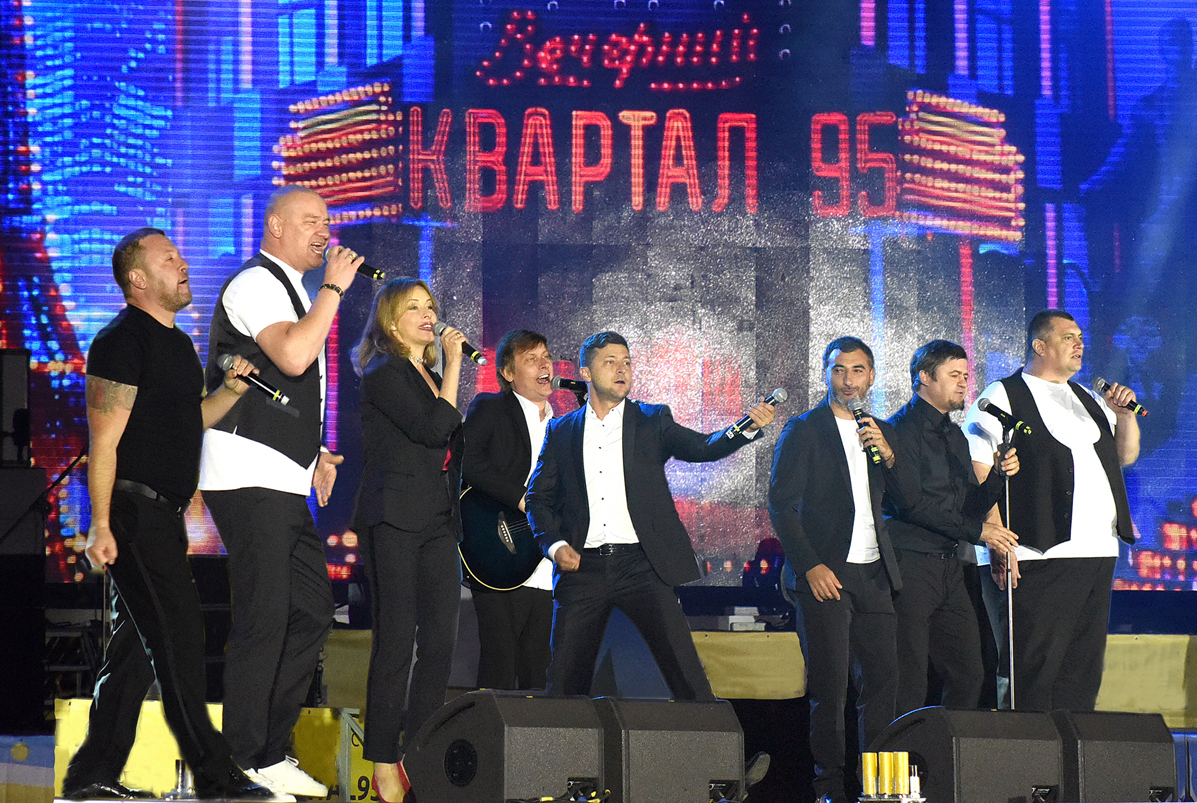
وچیرنی کوارتال (Vechirniy Kvartal) (رُبع عصر) یک برنامۀ کمدی محصول کوارتال ۹۵

کوارتال ۹۵ (انگلیسی: Kvartal 95) شرکت رسانه‌ای اوکراینی است، که در سال ۲۰۰۳ میلادی توسط ولودیمیر زلنسکی تأسیس شد.